# پناهگاه حیات وحش بلتستان
پناهگاه حیات وحش بلتستان (انگلیسی: Baltistan Wildlife Sanctuary) یک ذخیره‌گاه طبیعی و پناهگاه حیات وحش است که در پهنه‌ای به وسعت ۴۱۵ کیلومتر مربع (۱۰۲٬۵۴۹ جریب فرنگی؛ ۴۱٬۵۰۰ هکتار) در بلتستان در منطقه شمال پاکستان قرار دارد. بلتستان که در جنوب و شرق به پناهگاه حیات وحش استور پیوسته است، در جنوب رود سند و در ناحیه سکردو واقع شده است. این منطقه حفاظت‌شده در سال ۱۹۷۵ با هدف حفاظت از گونه‌های در معرض تهدید موجود در پارک، تأسیس شد. مهم‌ترین این گونه‌ها عبارتند از پلنگ برفی، خرس قهوه‌ای، لینکس، گرگ هیمالیایی، روباه تبتی، مارخور، گوسفند آبی هیمالیا و بز کوهی سیبری.